# В'єтнамці
В'єтна́мці (самоназва в'єт. Việt, Kinh — В'єт, Кінь) — народ, основне населення В'єтнаму (74 млн осіб). Останнім часом став найпоширенішим у вживанні термін «В'єти», а «В'єтнамцями» називають усіх жителів В'єтнаму.

## Чисельність, мова, релігія

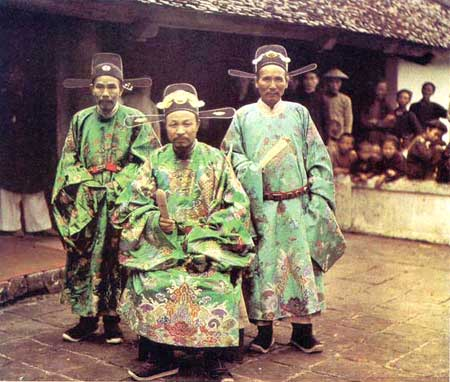
В'єтнамські чиновники наприкінці XIX століття

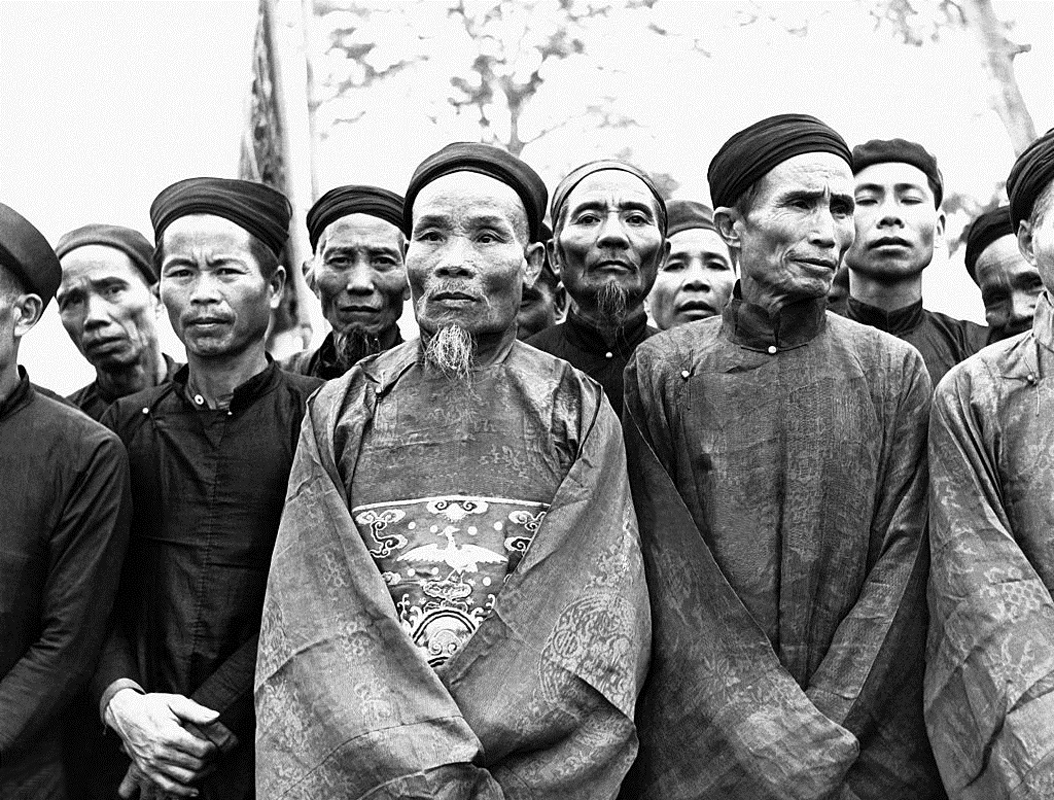
Група в'єтнамських чоловіків, 1951 рік

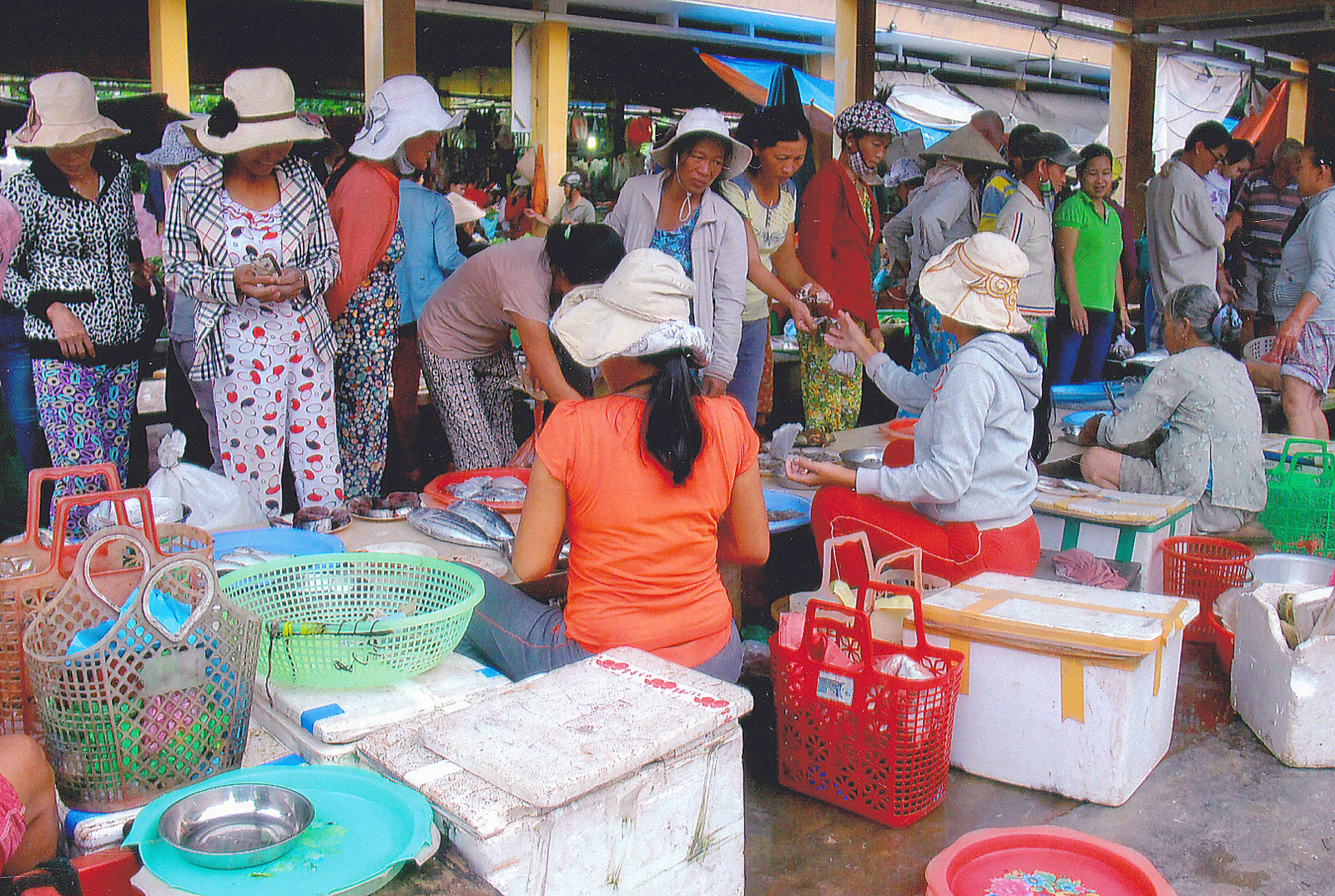
В'єтнамські жінки на ринку, 2013 рік

Загальна чисельність 77 млн. Інші країни розселення: США — 1 643 тис., Камбоджа — 600 тис., Таїланд — 103 тис., Лаос — 100 тис., Австралія — 174 тис. Мова — в'єтнамська. Релігійна приналежність віруючих: буддисти, даосисти, конфуціанти, культ предків, частина — католики, прихильники синкретичних релігій.

## Історія
Давньов'єтнамські племена, що входили до складу племінної групи в'є (юе), прийшли до Північного В'єтнаму в 1-му тисячолітті до н. е. з Південного Китаю. На рубежі нашої ери в'єтнамські племена стали гуртуватися в єдину народність. В'єтнамці виникли як окрема етнічна група між 200 роками до нашої ери і II століттям нашої ери шляхом змішання людей індонезійської раси з в'єтнамськими й тайськими іммігрантами, а також китайцями, які прийшли на північ В'єтнаму і правили з II століття нашої ери.
З часу прибуття китайців в'єтнамська цивілізація опинилась під сильним впливом Китаю і, через кхмерів і державу Чампа — Індії. Однак те, що в'єтнамці ніколи не були поглинені Китаєм, вказує на те, що сильна місцева культура існувала тут ще за 700 років до китайського правління, яке закінчилося в 938 році нашої ери.
Протягом двох тисячоліть етнічні в'єтнамці повільно просувалися на південь вздовж вузької прибережної смуги В'єтнаму, спочатку завдавши поразки тямам у XV столітті, а потім захопивши дельту Меконга (включаючи місце, де знаходиться сучасний Хошимін) у кхмерів у кінці XVII століття.
Після тривалого розвитку в'єтнамська народність на початку 20 ст. склалася в націю.

## Побут
Основні заняття в'єтнамців — поливне землеробство (рис, кукурудза, батат, бавовна, чай, кунжут тощо) і рибальство. Частина населення зайнята в промисловості та водному транспорті. З художніх ремесел розвинуті поліхромний лаковий розпис, гончарство, латунно-карбоване виробництво, обробка кістки, панцира черепахи, рогів та ін. Основу харчування складають рис, овочі, рибні продукти. Стійко зберігається національний костюм, особливо у жінок (широкі шаровари і халат з високими бічними розрізами). Різноманітно народне музичне, хореографічне та театральне мистецтво. Популярність патріотичних сюжетів здавна характерна для мистецтва в'єтнамців.